# پاناسونیک لومیکس دی‌ام‌سی-تی‌زد۱۰
پاناسونیک لومیکس دی‌ام‌سی-تی‌زد۱۰ (به انگلیسی: Panasonic Lumix DMC-TZ10) یک دوربین عکاسی ساخت شرکت پاناسونیک است.